# Meron Russom

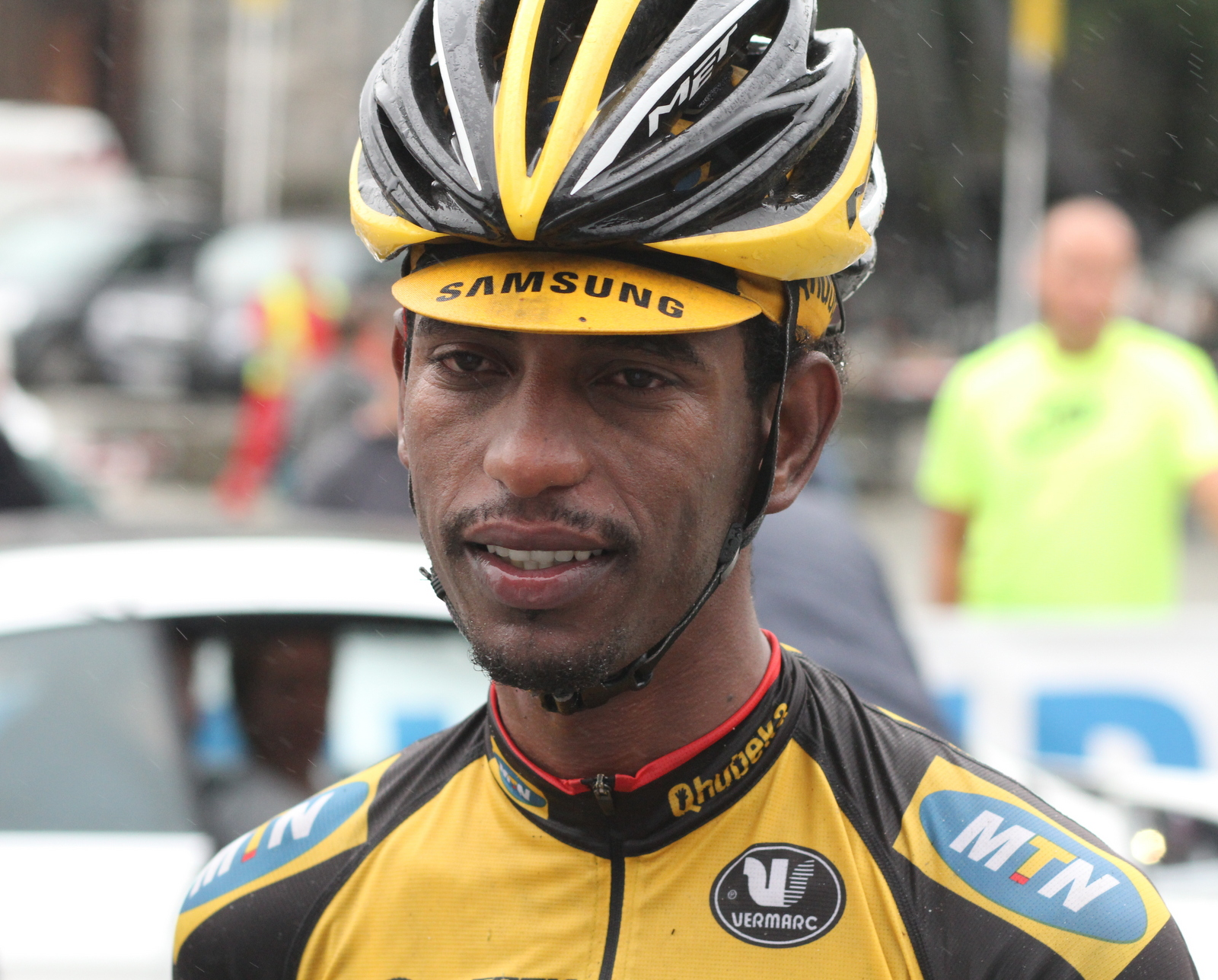
Meron Russom, Tour des Fjords 2013

Meron Russom (auch Meran Russan) (* 12. März 1987) ist ein eritreischer Radrennfahrer.
Meron Russom gewann bei der Afrikameisterschaft 2010 mit dem eritreischen Nationalteam das Mannschaftszeitfahren und im Straßenrennen belegte er den zweiten Platz hinter seinem Landsmann Daniel Teklehaimanot. Im nächsten Jahr gewann er eine Etappe bei der Tour of Eritrea und konnte dort auch die Gesamtwertung für sich entscheiden. Von 2012 bis 2014 fuhr Russom für die südafrikanische Mannschaft MTN Qhubeka. In seinem ersten Jahr dort fuhr er bei der La Tropicale Amissa Bongo zwei Tage im Führungstrikot, belegte am Ende in der Gesamtwertung den zweiten Platz und wurde somit auch bester Afrikaner des Rennens.

## Erfolge
2010
- Afrikameisterschaft – Mannschaftszeitfahren
- Afrikameisterschaft – Straßenrennen

2011
- Gesamtwertung und eine Etappe Tour of Eritrea

2013
- Afrikameister – Mannschaftszeitfahren

## Teams
- 2012 MTN Qhubeka
- 2013 MTN Qhubeka
- 2014 MTN Qhubeka